# Gülschara Äbdiqalyqowa

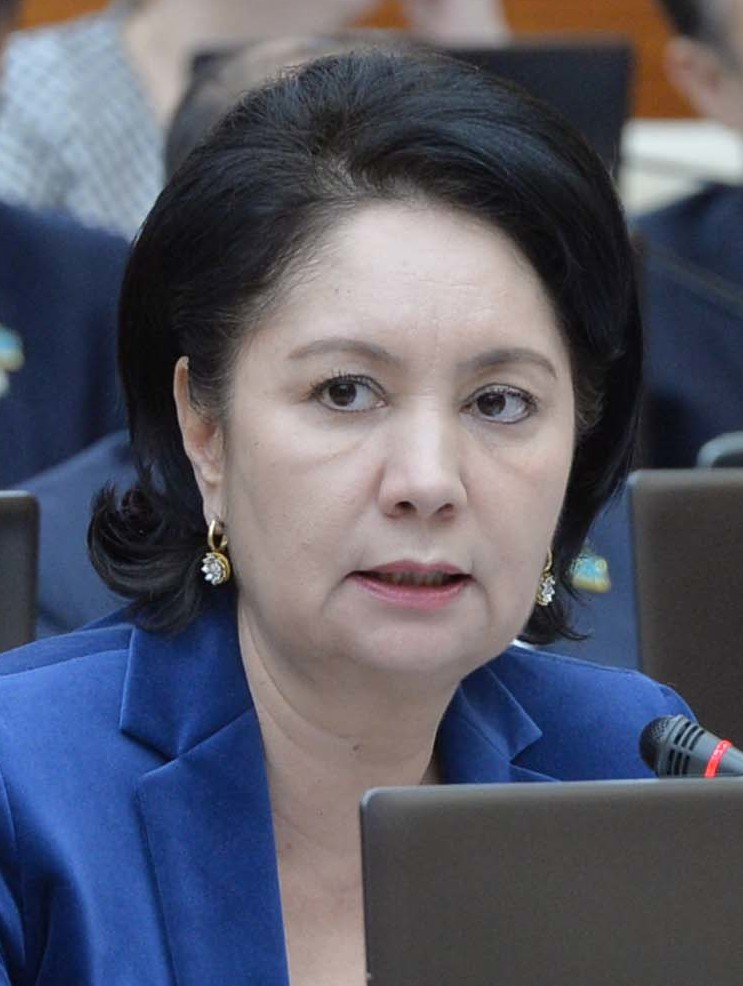
Gülschara Äbdiqalyqowa (2019)

Gülschara Nauschaqysy Äbdiqalyqowa (kasachisch Гүлшара Наушақызы Әбдіқалықова Gülşara Nauşaqyzy Äbdıqalyqova, russisch Гульшара Наушаевна Абдыкаликова Gulschara Nauschajewna Abdykalikowa; * 15. Mai 1965 in Solo-Tjube, Oblast Ksyl-Orda) ist eine kasachische Politikerin (Amanat).

## Leben
Gülschara Äbdiqalyqowa wurde 1965 im Ort Solo-Tjube im Bezirk Syrdarija im heutigen Gebiet Qysylorda geboren. Sie studierte am Technologischen Institut für Licht und Lebensmittelindustrie in Dschambul, wo sie 1987 ihren Abschluss machte.
Ihre berufliche Laufbahn begann sie für die regionale Abteilung des Sozialschutzes in der Region Ksyl-Orda. In den Jahren 1994 bis 1995 war sie Beraterin des Komitees des Obersten Rates der Republik Kasachstan für Sozialschutz. Anschließend wechselte sie ins Ministerium für Arbeit und Sozialschutz, wo sie verschiedene Positionen durchlief und zwischen März 2003 und Dezember 2005 war sie stellvertretende Ministerin für Arbeit und Sozialschutz. Danach wurde sie Vorstandsvorsitzende der staatlichen Rentenversicherungsgesellschaft Kasachstans, bevor sie von Oktober 2006 bis Oktober 2007 erneut stellvertretende Ministerin für Arbeit und Sozialschutz war. Anschließend bekleidete sie vier Monate lang die Position des Exekutivsekretärs in diesem Ministerium und dann von Januar 2008 bis März 2009 war sie Beraterin des kasachischen Präsidenten sowie Vorsitzende der Nationalen Kommission für Frauen, Familie und Demographie. 
Am 4. März 2009 wurde Äbdiqalyqowa Mitglied der kasachischen Regierung, wo sie Ministerin für Arbeit und Sozialschutz wurde. Diesen Posten hatte sie bis zum 24. September 2012 inne. Bis November 2013 war sie nochmals Berater des Präsidenten und anschließend bis November 2014 stellvertretende Premierministerin Kasachstans. Seit November 2014 war sie Staatssekretärin Kasachstans.
Im Februar 2019 wurde sie im Kabinett von Asqar Mamin zur stellvertretenden Premierministerin Kasachstans ernannt. Nach nur wenigen Monaten in der Regierung wurde sie von ihrer Partei Nur Otan im August 2019 als Abgeordnete in die Mäschilis, das kasachische Parlament, entsandt. Hier wurde sie im September 2019 zur Vorsitzenden des Ausschusses für soziokulturelle Entwicklung gewählt.
Am 28. März 2020 wurde sie zum Äkim (Gouverneur) des Gebietes Qysylorda ernannt. Sie war dabei die erste Frau in Kasachstan, die ein solches Amt bekleidete. Am 7. April 2022 wurde sie von dieser Position entlassen.

## Privates
Äbdiqalyqowa hat eine Tochter (* 2005).